# Rototom

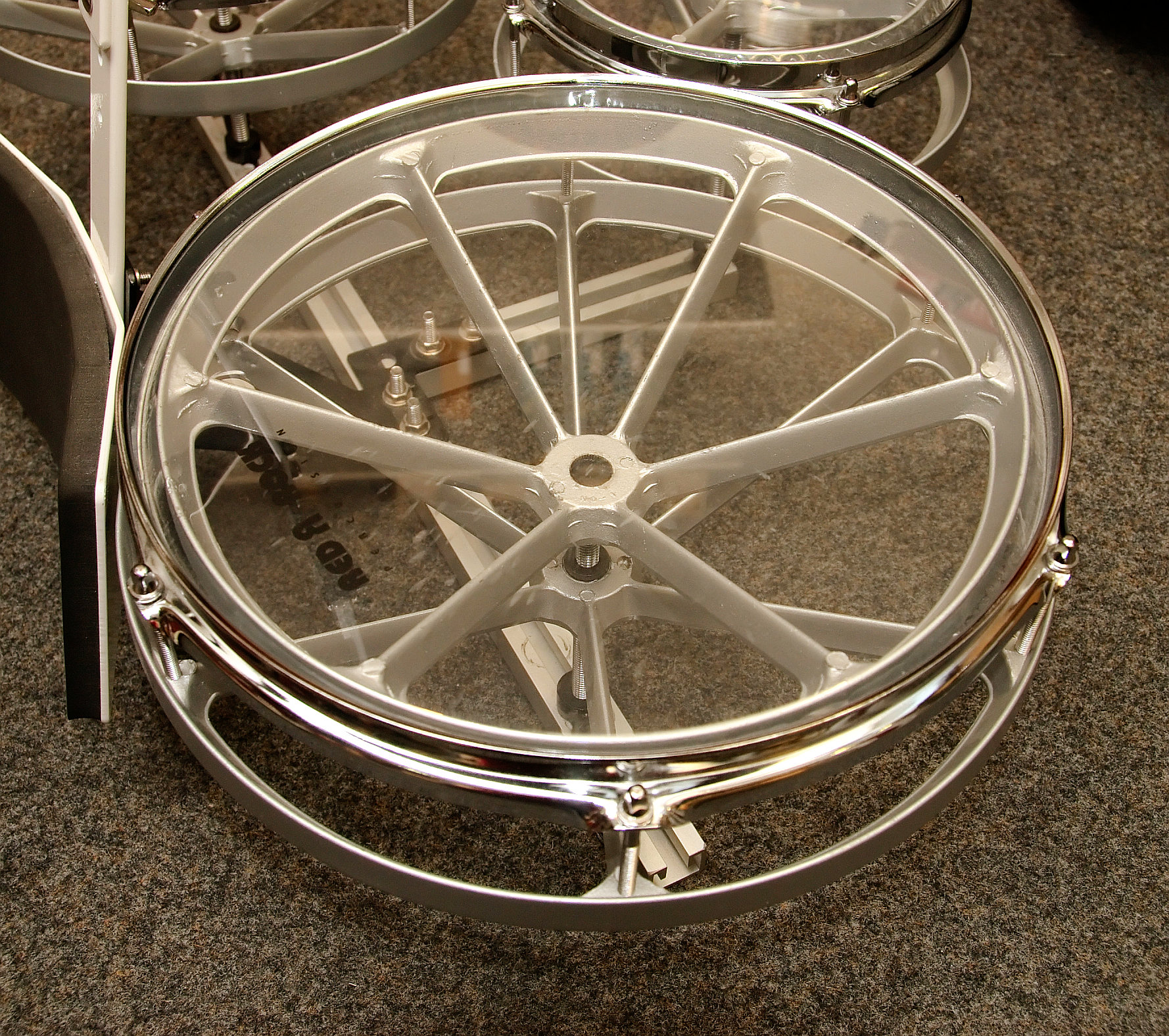
Rototom

Eine Rototom ist eine Rahmentrommel ohne breiten Rahmen („Trommelkessel“, „Snare-Kessel“). An dessen Stelle tritt ein Fellauflagering aus Aluguss oder Kunststoff. 
Er ist zentral und drehbar gelagert, wobei er sich durch Drehen gegen einen zweiten Gussreifen zum Fellspannring hin verschiebt oder von ihm weg. Er drückt so mehr oder weniger stark das – meist mehrschichtige – Kunststofffell gegen den Spannring. Durch Drehen der Einheit Fellauflagering-Fell-Fellspannring verändert sich die Fellspannung und damit die Tonhöhe in weiten Bereichen. Schon geringe Drehungen haben eine deutliche Tonhöhenveränderung zur Folge, wobei dies auch während des Spiels und damit beim schwingenden Fell möglich ist. Dabei ergeben sich Glissando-Effekte, die an die westafrikanische Talking Drums erinnern. Gespielt wird die Rototom mit Schlagzeugstöcken.
Wegen der offenen Konstruktion klingt eine Rototom reiner und leiser als eine normale Tomtom, weshalb sie meist ergänzend in Form eines Dreiersets zu einem bestehenden Schlagzeugset verwendet wird. Schlagzeugsets, die nur aus Rototoms bestehen, sind selten. Rototoms sind ursprünglich eine Entwicklung des Fellherstellers Remo.
Zu den berühmten Schlagzeugern, die Rototoms verwendeten, gehören Bill Bruford (Yes, King Crimson) und Terry Bozzio (Frank Zappa). Sehr prominent sind sie in dem Intro des Songs Time, gespielt von Nick Mason von Pink Floyd, zu hören.
Die Rototoms wurden in den frühen 1960er Jahren von Michael Colgrass und Al Payson erfunden. Die Firma Remo entwickelte sie weiter und brachte sie als erstes Unternehmen auf den Markt.